# Moravia (Nova York)
Moravia és una població dels Estats Units a l'estat de Nova York. Segons el cens del 2000 tenia 1.363 habitants.

## Demografia
Segons el cens del 2000, Moravia tenia 1.363 habitants, 542 habitatges, i 338 famílies. La densitat de població era de 306 habitants/km².
Dels 542 habitatges en un 32,7% hi vivien nens de menys de 18 anys, en un 46,9% hi vivien parelles casades, en un 10,7% dones solteres, i en un 37,5% no eren unitats familiars. En el 30,3% dels habitatges hi vivien persones soles el 18,3% de les quals corresponia a persones de 65 anys o més que vivien soles. El nombre mitjà de persones vivint en cada habitatge era de 2,45 i el nombre mitjà de persones que vivien en cada família era de 3,05.
Per edats la població es repartia de la següent manera: un 27,4% tenia menys de 18 anys, un 6,5% entre 18 i 24, un 25,7% entre 25 i 44, un 22,4% de 45 a 60 i un 18% 65 anys o més.
L'edat mediana era de 38 anys. Per cada 100 dones de 18 o més anys hi havia 81,5 homes.
La renda mediana per habitatge era de 33.864 $ i la renda mediana per família de 41.513 $. Els homes tenien una renda mediana de 30.625 $ mentre que les dones 23.264 $. La renda per capita de la població era de 16.447 $. Entorn del 4,8% de les famílies i el 9,2% de la població estaven per davall del llindar de pobresa.